# Limau Manis (Kampar)
Limau Manis is een bestuurslaag in het regentschap Kampar van de provincie Riau, Indonesië. Limau Manis telt 1689 inwoners (volkstelling 2010).